# هومبيرتو لارا
هومبيرتو لارا (بالإسبانية: Humberto Lara Muñoz)‏ هو منافس ألعاب قوى تشيلي، (و. 1900  م).

## وصلات خارجية
- هومبيرتو لارا على موقع أوليمبيديا (الإنجليزية)